# Рудольф Пфланц
Рудольф «Руді» Пфланц (нім. Rudolf "Rudi" Pflanz; 1 липня 1914 — 31 липня 1942) — німецький льотчик-ас, гауптман люфтваффе (посмертно). Кавалер Лицарського хреста Залізного хреста.

## Біографія
Вступив в люфтваффе, до 1938 року служив у JG 131, яка згодом була перейменована на Jagdgeschwader 2. 30 квітня 1940 року, здобув свою першу повітряну перемогу — розвідувальний літак Potez 630, збитий в групі з двома іншими пілотами 3-ї ескадрильї своєї ескадри. Наступну перемогу здобув 14 травня, коли він збив бомбардувальник Bristol Blenheim.
Під час битви за Британію Пфланц був напарником майора Гельмута Віка в штабі 1-ї групи ескадри. 28 листопада 1940 року імовірно збив лейтенанта Королівських ВПС аса Джона Дандаса з ескадрильї № 609 відразу після того, як Дандас збив і вбив Віка. На кінець 1940 року Пфланц мав вісім перемог.
23 липня 1941 року Пфланц збив 5 Supermarine Spitfire і Hawker Hurricane, а до кінця року здобув 23 перемоги. В травні 1942 року очолив 11-ту ескадрилью своєї ескадри. 5 червня збив 3 Spitfire над Соммою. 31 липня 1942 року Пфланц загинув у бою з літаками ескадрильї № 121 над Берком-сюр-Мер. Перед смертю встиг збити 1 Spitfire. Похований на військовому кладовищі в Бурдоні, на Соммі.
Всього за час бойових дій здобув 52 перемоги, з них 45 Spitfire.

## Нагороди
- Нагрудний знак пілота
- Залізний хрест
  - 2-го класу (16 вересня 1940)
  - 1-го класу (5 травня 1940)
- Авіаційна планка винищувача в золоті (22 квітня 1941)
- Почесний Кубок Люфтваффе (24 липня 1941)
- Лицарський хрест Залізного хреста (1 серпня 1941)
- Німецький хрест в золоті (16 липня 1942)